# Cocotitlán
Cocotitlán é um município do estado de México, no México.